# Графични файлови формати
Графичните файлови формати са семейство файлови формати, които се използват при запис и съхранение на графична информация като цифрови фотографии и рисунки.
Графичните файлови формати се делят най-общо на векторни и растерни.

## Растерни формати
В компютърната графика растерен формат означава структурирането на данни за дадено изображение в правоъгълна мрежа от пиксели или цветни точки, видими на монитор, хартия или друга екранна медия – т.е. изображението се състои от точки, оцветени по различен начин. Тези точки се наричат пиксели, когато изображението е представено на екрана на монитора. Растерните изображения са подходящи за обработка на снимки и фотореалистични графики.  По-масово използваните графични редактори са Adobe, Photoshop, Corel Photo-Paint, Fractal Design Painter. Растерните изображения могат да се съхраняват като файлове от различен тип. При съхраняване на фотоизображения явен лидер е JPEG. Този формат осигурява отлично качество на изображението при оптимизиран размер на файла, чрез ралични нива на компресия. За други цели този формат обаче е съвършено непригоден. При GIF алгоритъмът за компресия е свързан с краен брой цветове – с дълбочина от 8 бита не позволява в GIF да се съхраняват фотографии. Форматът PNG би могъл да се използва например за промеждутъчни версии на подлежащи на редактиране фотоизображения, когато BMP файловете заемат прекалено много място, а всяко последващо съхраняване в JPEG води до загуба на качеството. Форматите, които са подходящи за съхраняване на изображения не са толкова много, колкото изглежда на пръв поглед. Ако изключим от тях PCX и TIFF, които преди време бяха от най-популярните, а сега са вече остарели, остават всичко на всичко четири: BMP, JPEG, PNG и GIF. Много е вероятно в близко бъдеще и GIF да се присъедини към форматите, чието използване не е рационално.
- BMP – произлиза от Bitmap. Използва се при растерни изображения, като качеството им зависи от плътността на пикселите. Този формат е един от най – простите. Съкращение на Bitmap, ВМР е формат който се използва от компютри използващи операционната система Windows. Форматът е разработен от Microsoft за съхранение на независещи от устройствата растерни файлове /DIB- Device-independent bitmap/ с цел операционната система да може да възпроизвежда растерни изображения върху всякакви видове дисплей. Терминът „независещи от устройствата“ означава, че BMP дефинира цветовете на пикселите по начин, независещ от метода на тяхната интерпретация. Записаният в него файл представлява масив от данни, които съдържат информация за цвета на всеки пиксел. Графичният формат .BMP се използва често в предпечатната подготовка. Файловете с разширение .BMP са ограничени по отношение на цветния профил те могат да съдържат само RGB, но не и предпочитания за печат CMYK. Всичко което може да бъде запазено като .BMP може да бъде запазено също така и като .TIFF или .EPS., което се препоръчва.
- ECW
- GIF (Graphic Interchange Format) – формат с общо предназначение. Файловете, съхранени в този формат, не заемат много място.  GIF форматът не е формат, който трябва да се използва за предпечатна подготовка той е далеч по-удачен за уеб дизайн или Интернет. GIF се използва като съкращение за Graphics Interchange Format, в оригиналния си вид е разработен от CompuServe (on-line услуга, която е особено успешна през 80-те). Форматът съдържа някои ключови функции които го правят уникален и ценен за Интернет. Тези функции са: компресия, възможност за прозрачност, възможност за преплитането и съхранението на повече от една снимка в един файл и във връзка с това – направата на прости анимации. Изображението е 8 бита за пиксел (256 цвята включително и за всеки кадър). Цветовата палитра на GIF формата е така ограничена, че въпреки достъпа си до 16.8 милиона цвята, той може да съдържа само 2, 4, 8, 16, 32, 64, 128 или 256, които се съхраняват в цветова палитра или цветова таблица в него и се дефинират по RGB скала със стойност от 0 до 255. CMYK цветове не са възможни. И докато това ограничение е приемливо за екранни изображения, то при изображения, които се отпечатват, е изключително неудачно. Въпреки че GIF изображенията не изискват специфична резолюция повечето от тях са между 72 и 96 DPI, което още веднъж ги прави неподходящи за печат (изискването за качествен отпечатък е 300 DPI), а цветовите ограничения на формата го правят неприложим и за фотографски цели.
- ICO
- ILBM
- JPEG (Joint Photographic Experts Group/Обединение на експертите фотографи) – използва се за фотографски изображения, при които цветовият състав е важен. Позволява избор на степента на компресиране, което е за сметка на качеството на изображението. Файловият формат JPEG се използва най-често за компресиране на файлове преди включването им в Интернет публикации. Има следните Extensions (Разширения) – .jpg, .jpeg, .jpe, .jif, .jfif, .jfi. Поддържа 24-битова дълбочина на цвета (16,7 млн. цвята), особено подходящ е за пълноцветни изображения. Компресирането се осъществява за сметка на по-голямо или по-малко влошаване на качеството. Уеб дизайнерите често използват JPEG, за да съхраняват сканирани изображения, предназначени за Интернет, т.е. изображения, за които цветовият състав е важен. Също така JPEG се отнася и до алгоритъма изобретен от нея за съхранение на изображения. За да усложним още малко нещата – често JPEG компресираните изображения се съхраняват във формат JFIF (JPEG File Interchange Format – Формат за обмен с тагове) и всъщност това, което повечето хора наричат JPEG е JFIF или JPEG File Interchange Format. JPEG формата е един от най-често използваните методи за съхранение на компресирани изображения – той е стандарт на компресия „със загуби", което означава, че от файла се отнема част от съдържащата се за даденото изображение информация. Обикновено отсъствието на тази информация трудно се забелязва, когато компресията е проведена при настройка за High Quality (със запазване на високо качество). При повторно отваряне на записан с формат JPEG файл, загубената информация не се възстановява. Степента на компресия е регулируема и позволява компромис между големината и качеството. JPEG форматът може достигне до компресия 10:1 без осезаема загуба на качество. JPEG компресията се използва под различни формати: JPEG/EXIF формата се използва от цифровите камери и фотоапарати и заедно с JPEG/JFIF e най-използвания за съхранение на изображения и тяхната обмяната по Интернет. Тези видове формати често не се разграничават един от друг и се наричат просто JPEG. JPEG форматът поддържа RGB (профил за мониторни устройства) и CMYK (профил за печатни устройства) цветни профили.
- JPEG 2000
- MrSID
- PCX
- PNG (Portable Network Graphics) – обединява предимствата на GIF и JPEG форматите – позволява възпроизвеждане на милиони цветове и компресиране без загуби (качеството на изображението се запазва). Появата на PNG (Portable Network Graphics) на бял свят е свързана с формата GIF и по-точно с неговия търговски статус. Съвременния PNG няма ограничения относно цветовите палитри, дълбочината на цвета, както и към резолюцията. PNG обединява предимствата на форматите JPEG и GIF, като осигурява прозрачност, възпроизвеждане на милиони цветове и компресия без загуби. Отрицателните черти на файловия формат PNG са, че той не се отваря с по-старите браузъри и освен това не поддържа анимирани изображения. Но форматът PNG притежава много достойнства, които го отличават от конкурентите му. Най-главното от тях е предварителното филтриране на обработваните данни, тъй като повечето от алгоритмите за компресиране разчитат на един определен модел на информация. Например форматът JPEG е оптимизиран за изображения с плавни преходи между цветовете, а GIF – с голямо количество еднотипни области. И колкото повече структурата на картинката се различава от еталона, толкова по-ниска е ефективността на компресията. Измененията само с няколко бита водят до това, че алгоритъмът започва да работи или много добре, или много зле. В същото време форматът PNG стабилно възприема тоя тип трансформации и достига висок процент на компресия при практически всички видове изображения. PNG е много удобен при създаването на елементи за уеб страници. Неговите слоеве достигат до 254 (в повечето формати е ограничен само два слоя), а прозрачността на всеки от тях може да варира от 0 до 100%. Така за уеб-дизайнерите PNG представлява много мощно и удобно средство за изграждането на многослойни изображения. Единственият тип рисунки, при които PNG не може да измести GIF от уебстраниците, са неголемите бутони и така наречените емотикони или смайлки (от smile – усмивка) с размер до 700 – 800 байта. При пренасяне на друг компютър вида на PNG изображението не се изменя.
- PSD
- TGA
- TIFF (Tagget Image File Format) – универсален графичен формат. Позволява компресиране без загуба на качеството (LZW). Създаден е за съхраняване на сканирани изображения, но става основен формат за създаване, обработване на изображения и подготовка за печат. TIFF e преди всичко професионален графичен формат, който се използва предимно в областта на предпечатна подготовка и издателската дейност – за съхранение на снимки и произведения на изкуството, този тип файлове е широко поддържан от софтуерните продукти за работа с изображения, издателство, оформление, страниране, дизайн, използва се за сканиране, изпращане на факсове, оптическо разпознаване на текст и др. Поддържа се до 24/48-битов цвят и разделителна способност без ограничения, има и опция за компресия на графичната информация. TIFF е изключително гъвкав формат, поддържащ възможността за съхраняване на няколко изображения и друга информация, предимно текст, в един общ файл. В повечето случаи TIFF служи като „контейнер“ за няколко JPEG изображения. TIFF e форматът който трябва да изберете за архивирането на важни изображения! TIFF e водещият формат при растерните изображения! TIFF също така е и най-широко поддържания формат между различните платформи Mac, Windows, Unix. TIFF има възможност за съхранение на 48 битови данни и поддържа повечето цветови профили RGB, CMYK, YcbCr и др.
- HD Photo

## Векторни формати
Векторната графика е приложение на основните геометрични форми – точки, линии, криви, фигури, многоъгълници. Базирайки се на математически уравнения те формират компютърни изображения наречени векторни. Типичен пример за файл във векторен формат е фирмено лого, ако го разгледате в детайли ще видите, че то се състои от геометрични елементи и очертания обвързани с геометричните координати X (хоризонтал) и Y (вертикал). Тези координати, форми и очертания се съхраняват като математически уравнения (.ЕPS, .AI, .CDR и др. формати) и представляват малки и удобни файлове, които могат да бъдат лесно редактирани – т.е. изображението е съставено от множество обекти, изградени от вектори. Основен елемент е линията, която може да бъде права или крива. Тя се представя във вид на формула. Този вид графика намира широко приложение в подготовката на различни материали в дизайнерски бюра, издателства, рекламни агенции. По-широко използваните редактори за векторна графика са Adobe, Illustrator, CorelDRAW, Marcomedia Freehand 

Векторните изображения са лесно манипулируеми в различни приложения и качеството им не се влияе от тяхното увеличение или намаление, именно това им качество е огромното им предимство пред растерните изображения. Векторните изображения могат да се съхраняват като файлове от различен тип, ето някои от основните:
- AI – Adobe Illustrator graphics,
- CDR – CorelDraw vector graphics,
- SVG – Scalable vector graphics,
- WMF – Windows Metafile format,
- DRW – Vector drawing file,
- DWG – AutoCAD Drawing Database File,
- EPS – Encapsulated Post Script и др.

За повечето от тях се изисква специално инсталиран графичен филтър.
- Scalable Vector Graphics (SVG и SVGZ)
- Encapsulated PostScript (EPS) – EPS (Encapsulated Postscript Format) или EPSF (Encapsulated PostScript) е стандартен тип файл за импортиране и експортиране на PostScript файлове, обикновено в него се съдържат цели страници, но той може да включва и всякакви комбинации от текст, графики и снимки. PostScript файла е възможно най-разностранния тип файл съществуващ до момента. За да се избегне нуждата от интерпретирането му от специални програми той обикновено съдържа в себе си малка снимка необходима за преглед. Файлове с .EPS разширения могат да бъдат генерирани от всички приложения за векторна графика. Програмите за работа с растерна графика (като Adobe Photoshop например) също имат възможността за създаване на файлове с .EPS разширения, а това важи и за някой драйвери за принтери, които са способни да генерират .EPS файлове детерминирани като PostSript, тъй като .EPS графиките са предназначени за печатане на PostScript принтер. EPS е първоначално разработен като изходен формат на подготвени за отпечатване графични изображения. Той е широко възприет в графичните и страниращите програми върху платформите Windows и Macintosh. По принцип този формат не е създаден за обмен и по-нататъшна обработка на графични файлове, а за директно използване от страниращи програми при подготовка на издания за експониране върху филм и печат.

EPS форматът има следните характеристики:
- EPS файлове могат да се увеличават и намаляват, без влошаване на качеството на изображението.
- Един EPS файл може да съдържа едновременно растерни изображения и векторни графики – криви и текст, което осигурява най-високо качество на отпечатаното изображение.
- EPS файлът съхранява зададените при настройката за отпечатване линиатура на растера, разделителна способност на експониращото устройство, както и останалите команди, необходими за неговото управление, а така също автоматично поставени пасерови знаци, линии за обрязване и скали, които са необходими при печат на печатарска машина.
- EPS файловете поддържат практически всички цветови модели.
- В EPS файловете не се поддържат алфа канали и слоеве.
- Метафайлове под Windows: WMF, EMF
- Формати на CorelDraw: →CDR, CMX
- Adobe Illustrator (AI)
- XAR

## Комплексни формати
- DjVu
- PDF (Portable Document Files) – файлов формат, който се използва за електронно пренасяне на различни документи, при което оформлението им напълно се запазва. Това е често използван формат за документи, които имат строго регламентирана подредба на данните и задължителни реквизити, които потребителя не трябва да променя. В този формат могат да бъдат преобразувани документи (файлове), създадени с Microsoft Word, както и сканирани от хартиен носител документи във вид на картинки (с разширение .jpg, .gif, .tif и др.).
- CGM

## 3D полигони
- Формат X файл